# لايت ياغامي
لايت ياغامي (باليابانية: 夜神月) كما يعرف أيضا باسم كيرا (باليابانية: キラ) هو شخصية خيالية في سلسلة المانغا والأنمي مفكرة الموت.
لايت ياغامي هو الشخصية الرئيسية في ديث نوت، يتم تصويره على أنه عبقري مراهق يشعر بالملل يجد مذكرة الموت (Death Note)، وهي دفتر ملاحظات خارق يسمح للمستخدم بقتل أي شخص بمعرفته باسمه ووجهه، بعد أن تم إسقاطه بواسطة الشينيجامي ريوك. في محاولة لإنشاء يوتوبيا (عالم مثالي)، يستخدم لايت دفتر الملاحظات لقتل المجرمين بصفته كيرا.
قام بالأداء الصوتي في الأنمي: مامورو ميانو في النسخة اليابانية، براد سوايل في النسخة الإنجليزية.

## الاستقبال

### التحليل
وصف تسوغومي أوبا لايت بأنه ضحية مذكرة الموت، وأن حياة لايت «دمرت» بمجرد الحصول عليها. وفقًا لأوبا، كان لايت «شابًا يستطيع فهم آلام الآخرين» عندما قابل مذكرة الموت لأول مرة. قال أوبا إنه إذا لم يكن لدى ريوك اهتمام بالعالم البشري، كان لايت سيصبح «واحدًا من أعظم قادة الشرطة في العالم» الذين عملوا مع إل ضد المجرمين. وأضاف أنه يعتقد أن النقاش حول ما إذا كانت أفعال لايت جيدة أو شريرة ليس «بالغ الأهمية». قال أوبا إنه يرى شخصيا أن لايت شخصية «شيطانية». قال أوباتا إن لايت كان ثاني شخصياته البشرية المفضلة وأنه لم يكن متأكدًا مما إذا كان السبب في ذلك هو أنه «يحب» لايت أو لأنه رسم «شخصية شيطانية» في مجلة للأطفال.
وفقا لأوبا، يرى لايت ميسا أماني، التي يستخدمها كشريك، وكـ«شخص سيئ» يقتل الناس، لذلك يتصرف ببرودة عاطفية تجاهها ويتلاعب بها، على الرغم من أنه يتظاهر بأنه يحبها، ويقول إنه سيتزوجها. تم إيقافه من قتلها فقط على يد الشينيغامي ريم، التي تهدد بقتله إذا ماتت مبكراً أو إذا حاول قتلها، على الرغم من علمها أن القيام بذلك سيؤدي إلى وفاتها هي.
على الرغم من أن لايت كان لديه نوايا حسنة، إلا أنه كان «معجبا بنفسه جدًا»، مع «رغبة مشوهة... في أن يكون شبيهاً بالإله»، يحمل حبًا لعائلته، ويعتزم تحويل العالم إلى «مكان أفضل».  يقول أوبا أيضًا أن لايت، «لا يقبل بشيئ سوى تحقيق مُثُله»، و«لطخ» نفسه باستخدامه مذكرة الموت، وقد تكون أفعاله «نتيجة للنقاء بداخله» قبل حصوله على مذكرة الموت.
يتجلى هذا النقاء في تحول شخصية لايت بعد أن يتخلى مؤقتًا عن مذكرة الموت لدرء الشك. يفقد لايت ذكرياته ككيرا مع فقدانه ملكية مذكرة الموت، ويبرهن على امتلاكه رحمة، وممانعة في التلاعب بالآخرين وعدم استعداد شديد للقتل. بمجرد عودة ذكرياته، يعود إلى شخصيته القاسية كيرا ويظل هكذا حتى وفاته. ومع ذلك، يقول أوبا أن لايت لم يفقد أبدًا حبه لعائلته لأنه نظر إليهم كأشخاص صالحين.
يصف دوغلاس وولك من موقع صالون لايت بأنه «يتلاعب ببرودة» وأنه "egomaniacal" و«قاتل متسلسل غير نادم، وجزار على نطاق هائل»، لكنه ليس «فريدي كروغر، الوحش يمثل شرًا خالصًا، ولا باتريك باتمان، الذي كان رمزا شيطانيا لسنه». يصف وولك لايت بأنه «رجل صالح» يعتقد بصدق أنه يحمل «القيم الأخلاقية الرفيعة».
يصف Travis Fickett من آي جي إن لايت بأنه "معتل نفسيا". يصف توم س. بيبريوم من آي جي إن لايت بأنه "رائع، لكنه مضطرب". يصف وولك عالم لايت المثالي، بأنه مكان "شمولي" تحكمه قناة تلفزيونية دعائية وجلاد سري تعسفي". قال وولك إن أوبا يشير في بعض الأحيان إلى أن هذا العالم "في بعض النواحي عالم أفضل وأسعد من عالمنا".  يصف Jolyon Thomas رؤية لايت للعدالة بأنها "غير نقية"، حيث يقول: "إن محاولته الخادعة لإنقاذ المجتمع من نفسه هي مفعمة بتضخيم الذات وقاسية".  يصف توشيكي إينو لايت بأنه "طفل تصادف أن تحققت أمنيته".

### الاستقبال النقدي
قال توم س. بيبريوم من آي جي إن إنه شعر بالدهشة عندما علم أن بعض المشاهدين، أثناء مشاهدتهم للمسلسل، أرادوا أن يكون لايت منتصرًا في القصة؛ أضاف بيبريوم أن زوجته قالت إنها كانت "تشجع لايت بعض الشيء". قارن بيبريوم بين الرغبة في انتصار لايت وبين "تشجيع كيفن سبيسي في نهاية فيلم سبعة". أضاف بيبريوم أن براد سوايل، الممثل الصوتي باللغة الإنجليزية لشخصية لايت، نجح في "المهمة "الصعبة" المتمثلة في جعل لايت "محبوبًا ومكروهًا في نفس الوقت". صرح جيسون شاربينتير من The Anchor أن سمات لايت ودوره كالشخصية الرئيسية "جزء مما يجعل مذكرة الموت مثيرة للاهتمام". تم إدراج «لايت» في المرتبة 18 في قائمة أفضل شخصيات الرسوم المتحركة لعام 2009 في آي جي إن، حيث أثنى الكاتب كريس ماكنزي على "سحر لايت". في عام 2014، احتل لايت المرتبة السابعة على قائمة أعظم شخصيات الأنمي في التاريخ لآي جي إن، مع ذكر السبب أن "ياغامي لايت كان القوة التي دفعت مذكرة الموت وجعلتها ظاهرة". وكثيراً ما يُستشهد بلايت على أنه بطل مخالف للعرف وأحيانًا بطل شرير.
وال تيتسورو أراكي، مخرج الأنمي، إنه شعر بالحاجة لدعم وتشجيع «لايت». وأضاف أراكي أن لايت ربما كان سيستخدمه ويقتله إذا كان واحدا أصدقائه، ولكنه لا يزال يعتقد أن لايت هو «مثير للاهتمام بدرجة كبيرة» وبالتالي كان سيشعر بعامل جذب نحو لايت.
قال تاتسويا فوجوارا، الممثل الذي لعب دور لايت في الأفلام، إنه «يستطيع أن يفهم» نوايا لايت في خلق عالم جديد على الرغم من أن «القتل شيء فظيع». يصف ماتسوياما إل ولايت بأنهما «شخصيات فريدة من نوعها يستحيل فهمها». وصفت الممثلة إيريكا تودا، الممثلة التي لعبت دور ميسا أماني في الأفلام، أعمال لايت وميسا بأنها «إجرامية».